# Joseph Uphues

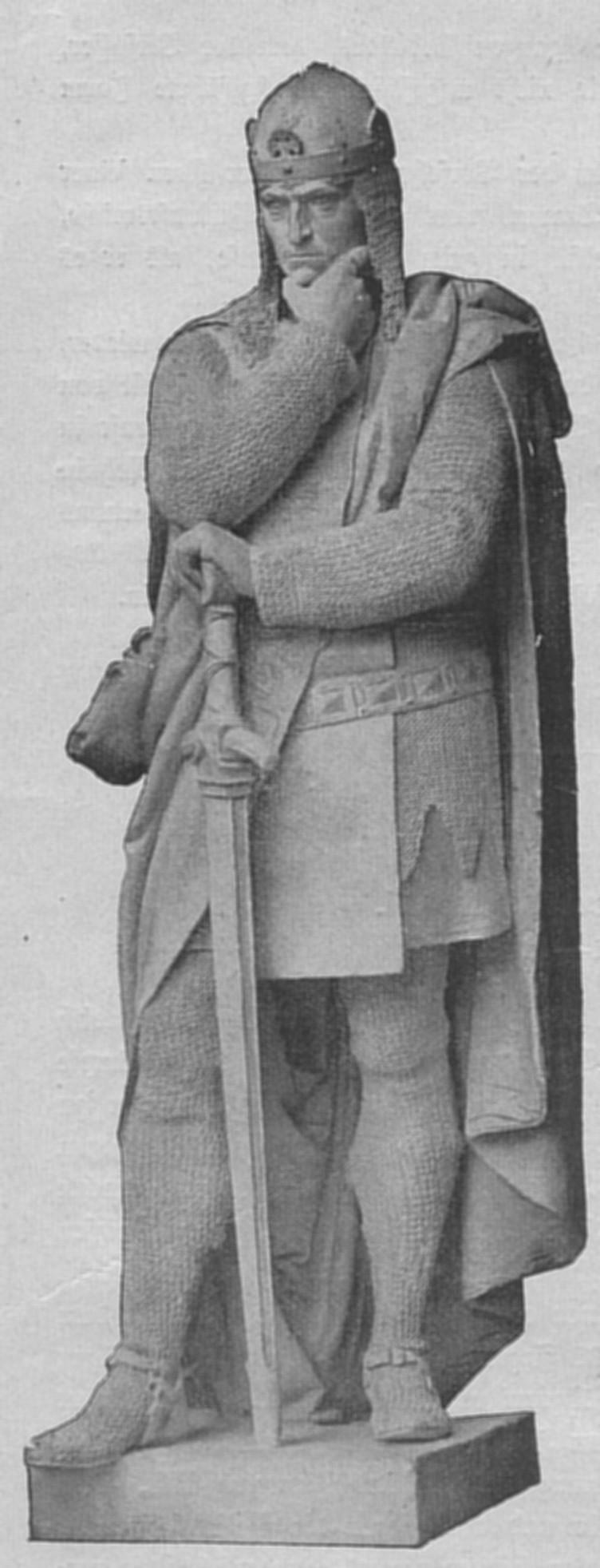
Postal del Otón II de la Siegesallee; actualmente la mayor parte del brazo derecho ha desaparecido.

Joseph Johann Ludwig Uphues (23 de mayo de 1850, Sassenberg - 2 de enero de 1911, Berlín) fue un escultor alemán.

## Biografía
Después de un aprendizaje como carpintero, se embarcó en un tour de dos años por Bélgica y los Países Bajos. De 1870 a 1871, aprendió cantería en Wiedenbrück. Trabajó ahí hasta 1878, cuando entró en la Academia de Arte Prusiana, estudiando escultura a las órdenes de Reinhold Begas y Fritz Schaper. En 1882 se inscribió en la clase maestra de estudiantes de Begas y trabajó como su asistente hasta 1891, abriendo su propio estudio en 1892. Se convirtió en profesor de la Academia y se unió a la Secesión de Berlín en 1899.

## La Siegesallee (Avenida de la Victoria)
Era uno de los escultores comisionados para producir estatuas para la Siegesallee, un proyecto monumental concebido por el Kaiser Guillermo II como su regalo al pueblo de Berlín. Uphues produjo dos conjuntos de figuras, dedicados en 1899:  
- Grupo 3, con el Margrave Otón II de Brandeburgo como pieza central, flanqueado por Johann Gans Edler Herr zu Putlitz (fundador de Monasterio de Marienfließ en Prignitz) y Heinrich von Antwerpen (Prevoste de Brandeburgo).
- Grupo 28, representando a Federico el Grande con figuras laterales de Graf Kurt Christoph von Schwerin y Johann Sebastian Bach.

Como es el caso con virtualmente todas las estatuas de la Siegesallee, fueron dañadas durante la II Guerra Mundial y actualmente están en exhibición en la Ciudadela de Spandau. La figura de Bach ha desaparecido.

## Otras obras destacadas
Berlín
- Estatua ecuestre del Kaiser Federico III, Luisenplatz (1905). Uphues también produjo estatuas del mismo para Düren (1889), Bad Homburg vor der Höhe (1890) y Wiesbaden (1897).
- Estatua de Helmuth von Moltke, que Uphues título Der große Schweiger (a lo grueso, "El Hombre de pocas palabras"), en la Königsplatz (1905). También produjo varios memoriales a Moltke, incluyendo los de Düren (1902) y Mannheim (1902).

Düren
- Monumento a Bismarck (1890)

Coblenza
- Monumento a Johannes Peter Müller en la Jesuitenplatz (1899)

Wiesbaden
- Monumento a Friedrich Schiller (1905)

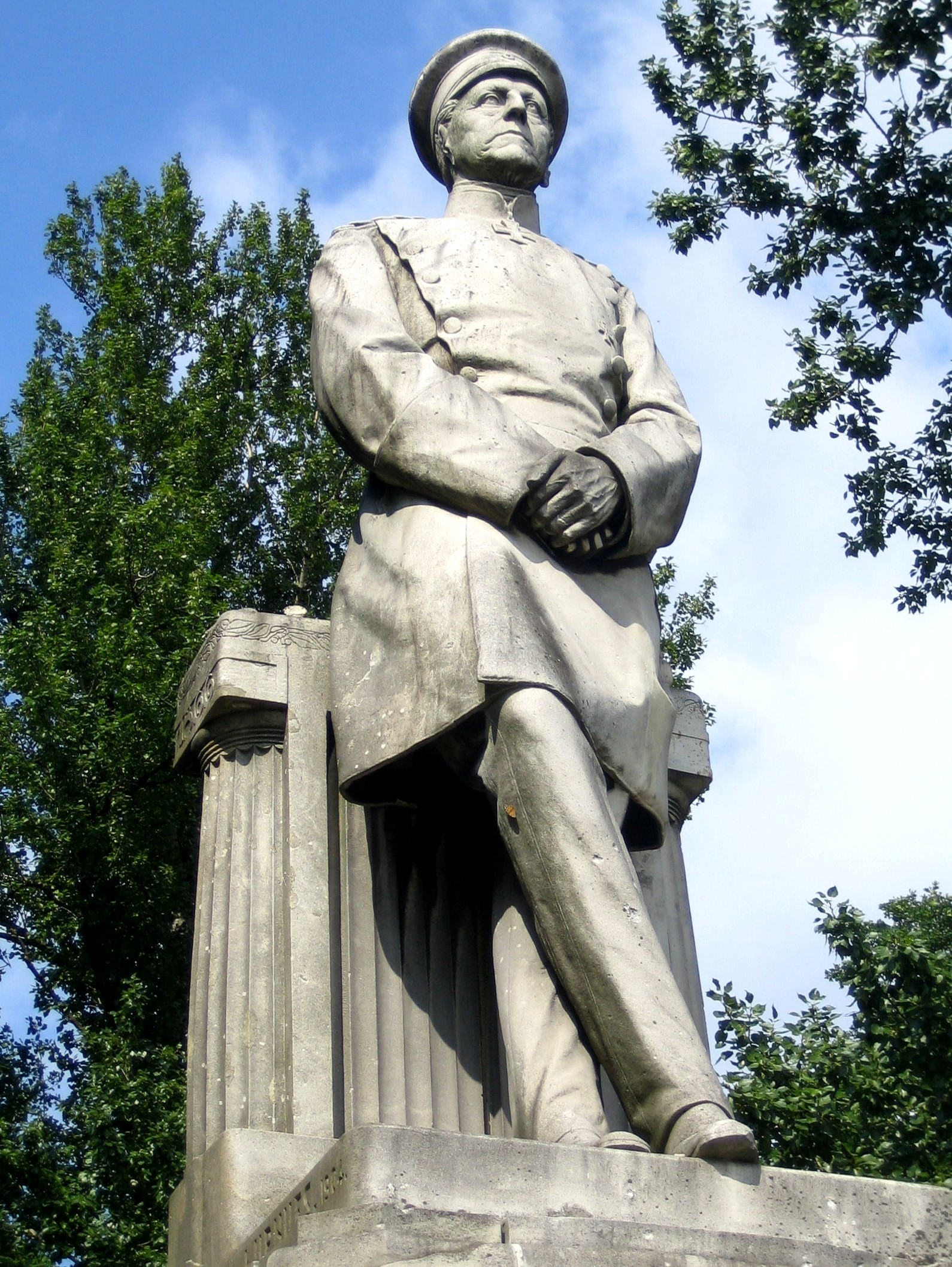
Estatua de Helmuth von Moltke (el viejo) en el Tiergarten
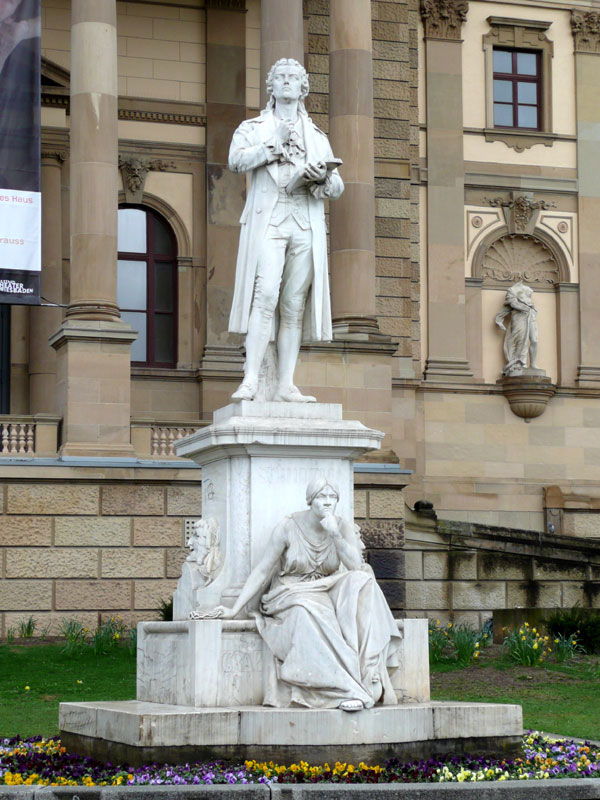
Memorial a Schiller en Wiesbaden
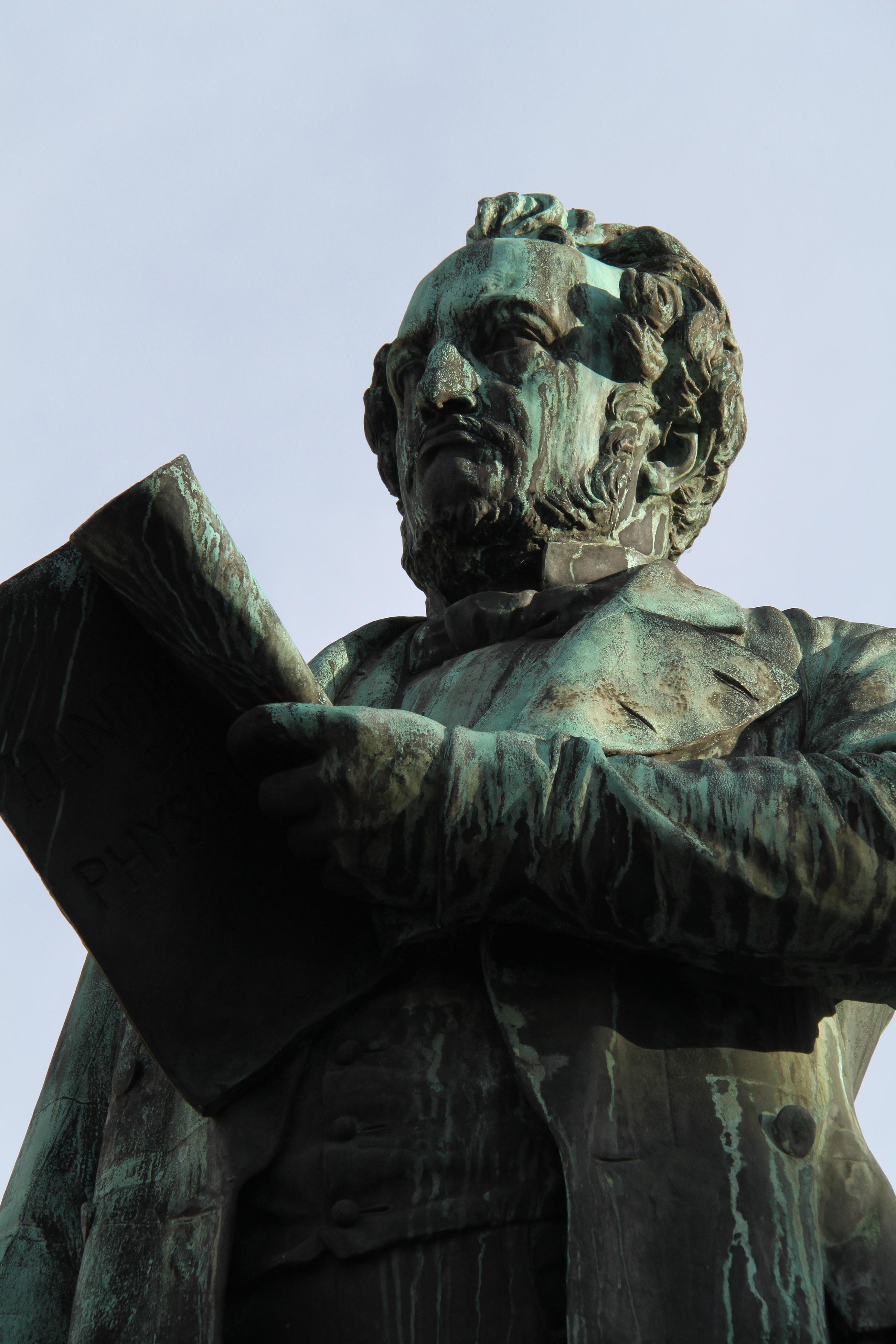
Memorial a Johannes Müller, primer plano